# فرانك بيك (مبارز بالسيف)
فرانك بيك (بالألمانية: Frank Beck)‏ هو مبارز بالسيف ألماني، ولد في 26 يونيو 1961 في تاوبربيشوفسهايم في ألمانيا.

## وصلات خارجية
- فرانك بيك على موقع أوليمبيديا (الإنجليزية)